# Asnæs Dyrehave
Asnæs Dyrehave er  et fredet område på spidsen af halvøen Asnæs i Kalundborg Kommune på Vestsjælland. Dyrehaven menes oprettet i begyndelsen af 1700-tallet, hvor der sattes dådyr ud på yderste spids. Dådyrbestanden blev vistnok opgivet lige før 1900.
Fredningen blev oprettet i 1954, efter ønske fra daværende ejer af Asnæsgård, Sonja Marie ”Titi” Lund,  for at bevare landskabet med det dyre- og planteliv, som det på det tidspunkt fandtes, med store træfrie og dyrkede arealer samt krat på de stejle skrænter og kratmosaik på de vestlige arealer. Nænsom naturpleje må kun ske ved græsning af løsgående dyr. I dag går en  trampesti langs skrænten hele vejen langs kysten.

## Landskabet
Det fredede areal har et areal på 74 ha og er et græsningsoverdrev med en mosaik af tornede buske, som ville lukke området helt til, hvis ikke der var udsat kødkvæg. Kvæget er med til at bevare de stier og gange i buskene, som giver den specielle kratmosaik. Området skråner tillige fra alle sider mod udsigtspunktet i midten, Oddebjerg og ned mod de 5-10 meter høje skrænter ved kysten.
På overdrevet er der flere permanente småsøer og adskillige lavninger, som om vinteren er søer, der så tørrer bort hen på sommeren.
Landskabeligt set har  Asnæsspidsen  stenede strande,  stejle skrænter og overdrevet med en uoverskuelig mosaik af krat, småsøer og græssede partier. Områdets vandhuller vedligeholdes ved at reducere krattets fremmarch, så klokkefrøen bevarer sine tilholdssteder. Resten af områdets naturpleje sørger det fritgående kødkvæg for.
Området er en del af Natura 2000-område nr. Røsnæs, Røsnæs Rev og Kalundborg Fjord.